# Día Mundial Sin Tabaco
El Día Mundial Sin Tabaco se celebra en todo el mundo el 31 de mayo de cada año. Esta celebración anual informa al público acerca de los peligros que supone el consumo de tabaco, las prácticas comerciales de las empresas tabacaleras, las actividades de la OMS para luchar contra la epidemia de tabaquismo, y lo que las personas de todo el mundo pueden hacer para reivindicar su derecho a la salud y a una vida sana, y proteger a las futuras generaciones.

## Proclamación
El Día Mundial Sin Tabaco fue establecido por los Estados miembros de la OMS el 15 de mayo de 1987, bajo la resolución WHA40.38 de la Asamblea Mundial de la Salud, inicialmente declarando para celebrar el día 7 de abril con el nombre de Día Mundial Sin Fumar. Posteriormente, el 17 de mayo de 1989, la resolución WHA42.19 modificó la fecha de celebracíon y el nombre a los usados actualmente.

## Celebración
Se conmemora cada 31 de mayo, reiterando el compromiso global en la lucha contra el cosumo del tabaco. Se celebró por primera vez en 1988 con el propósito de concienciar a nivel global sobre los efectos nocivos y letales del consumo de tabaco y la exposición al humo de tabaco ajeno, enfatizando la prevención y las políticas efectivas para reducir el consumo de tabaco. Este día también resalta la carga de enfermedades y muertes prevenibles asociadas al tabaquismo, promoviendo políticas eficaces para mitigar estos efectos, es una llamada a la acción para que individuos y organizaciones participen activamente en la erradicación de la epidemia de tabaquismo.
Entre las actividades establecidas se encuentran los Premios del Día sin Tabaco que son otorgados anualmente a trabajos destacados, desarrollados por personas y organizaciones en las seis regiones de la OMS.

## Temas
- 1988: Tabaco o salud: Elija la salud[9][10]
- 1989: La mujer fumadora un riesgo sobreañadido[9][10]
- 1990: Niñez y juventud sin tabaco[9][10]
- 1991: Lugares y transporte público mejores sin humo de tabaco[9][10]
- 1992: Lugares de trabajo libres de humo[9][10]
- 1993: Los servicios de salud una ventana abierta a un mundo sin tabaco[9][10]
- 1994: Los medios de comunicación trasmitiendo el mensaje contra el tabaco[9][10]
- 1995: El tabaco cuesta más de lo que usted cree[9][10]
- 1996: Los deportes y las artes sin tabaco[9][10]
- 1997: Unidos por un mundo libre de tabaco[9][10]
- 1998: Crecer sin tabaco; Niñez y juventud sin tabaco[9][10]
- 1999: Quítate ese paquete de encima. Libérate de la cajetilla[9][10]
- 2000: Libérate de la dependencia del tabaco.[9] El Tabaco Mata; no te dejes engañar: No debe ser publicitado, glamorizado o subsidiado.[10] Deja la Dependencia: El tabaco cuesta demasiado[11]
- 2001: El humo de tabaco daña a todos. Limpiemos el aire[10][12]
- 2002: Deportes libres de tabaco[10][13]
- 2003: Películas libres de humo de tabaco y moda libre de humo de tabaco[9][10][14]
- 2004: Tabaco y pobreza: un círculo vicioso[10][15]
- 2005: Trabajadores de la salud contra el tabaco[10][16]
- 2006: El tabaco es mortal en cualquiera de sus formas[17]
- 2007: Ambientes libres de humo y tabaco[18]
- 2008: Juventud libre de tabaco[19]
- 2009: Advertencias sanitarias antitabaco[20]
- 2010: Género y tabaco: la promoción del tabaco dirigida a las mujeres[21]
- 2011: El Convenio Marco de la OMS para el control del tabaco[22]
- 2012: La interferencia de la industria tabacalera[23]
- 2013: Prohibir la publicidad, la promoción y el patrocinio del tabaco[24]
- 2014: Subir los impuestos al tabaco[25]
- 2015: Alto al comercio ilícito de productos de tabaco[26]
- 2016: Prepárate para el empaquetado neutro[27]
- 2017: El tabaco, una amenaza para el desarrollo.[9] Venzamos al tabaco en favor de la salud, la prosperidad, el medio ambiente y el desarrollo de los países[28]
- 2018: Tabaco y cardiopatías[29]
- 2019: Tabaco y salud pulmonar[30]
- 2020: Proteger a los jóvenes de la manipulación de la industria y evitar que consuman tabaco y nicotina[31]
- 2021: Comprometerse a dejar el tabaco[32]
- 2022: El tabaco nos está matando a nosotros y al planeta.[9] Envenena nuestro planeta[33]
- 2023: Cultivemos alimentos, no tabaco[34]
- 2024: Proteger a los niños de la interferencia de la industria tabacalera[35]

Extra: El tabaco daña los pulmones y provoca cáncer, así que no fumen